# Drepanolejeunea mascarena
Drepanolejeunea mascarena là một loài Rêu trong họ Lejeuneaceae. Loài này được (S.W. Arnell) R.L. Zhu & Grolle mô tả khoa học đầu tiên năm 2003.